# Amarildo Almeida
Amarildo Almeida (* 15. März 1976) ist ein ehemaliger guinea-bissauischer Sprinter. Er startete für den portugiesischen Klub Sporting Lissabon.
Almeida nahm an den Olympischen Sommerspielen 1996 in Atlanta teil. Im Wettlauf über 100 m schied er im Vorlauf aus.